# داريا (زغرتا)
داريا  هي إحدى القرى اللبنانية من قرى قضاء زغرتا في محافظة الشمال.يمر بها نهر قاديشا الذي يعرف بنهر أبو علي في طرابلس.